# Peña Tú

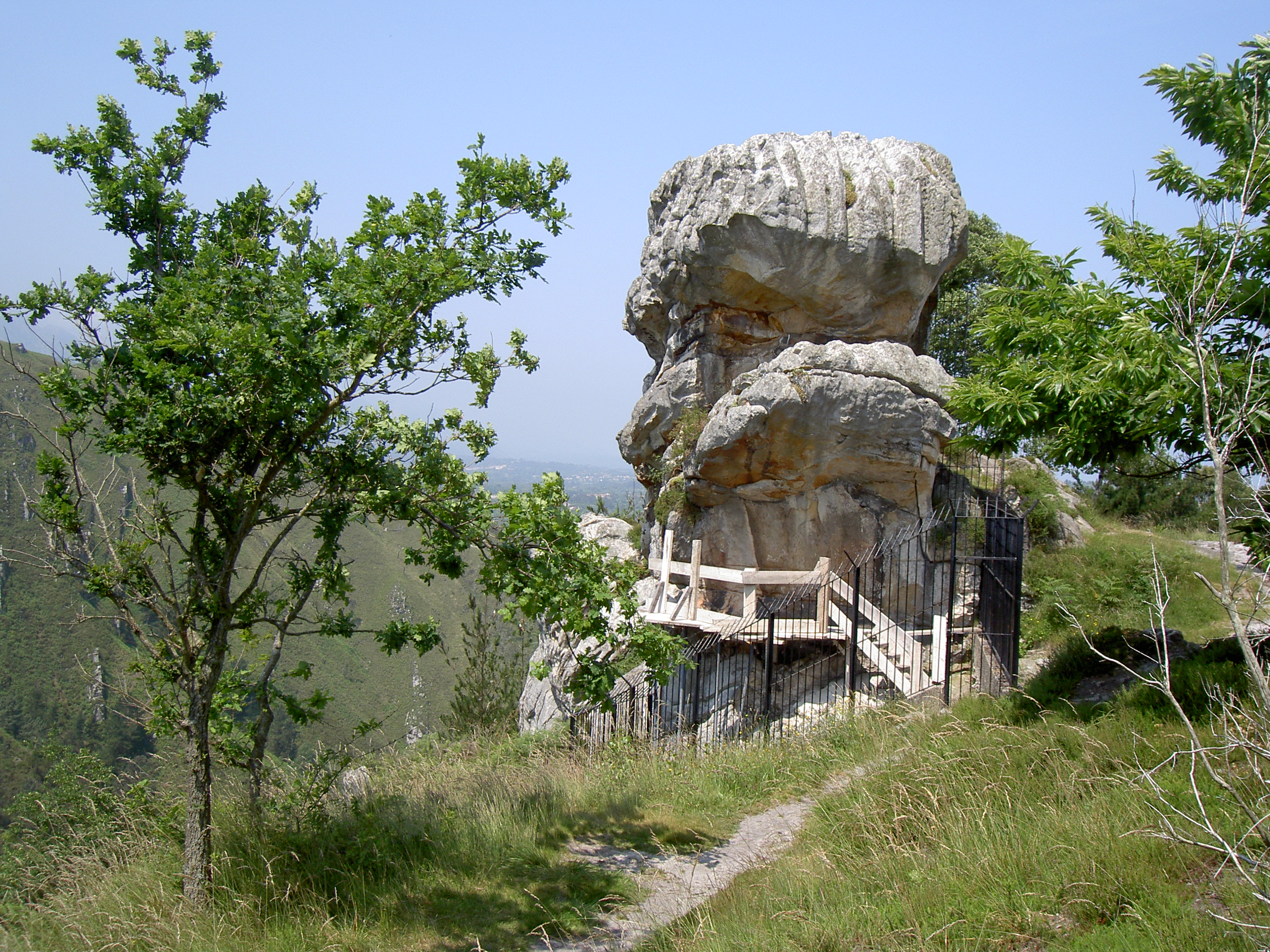
Peña Tú

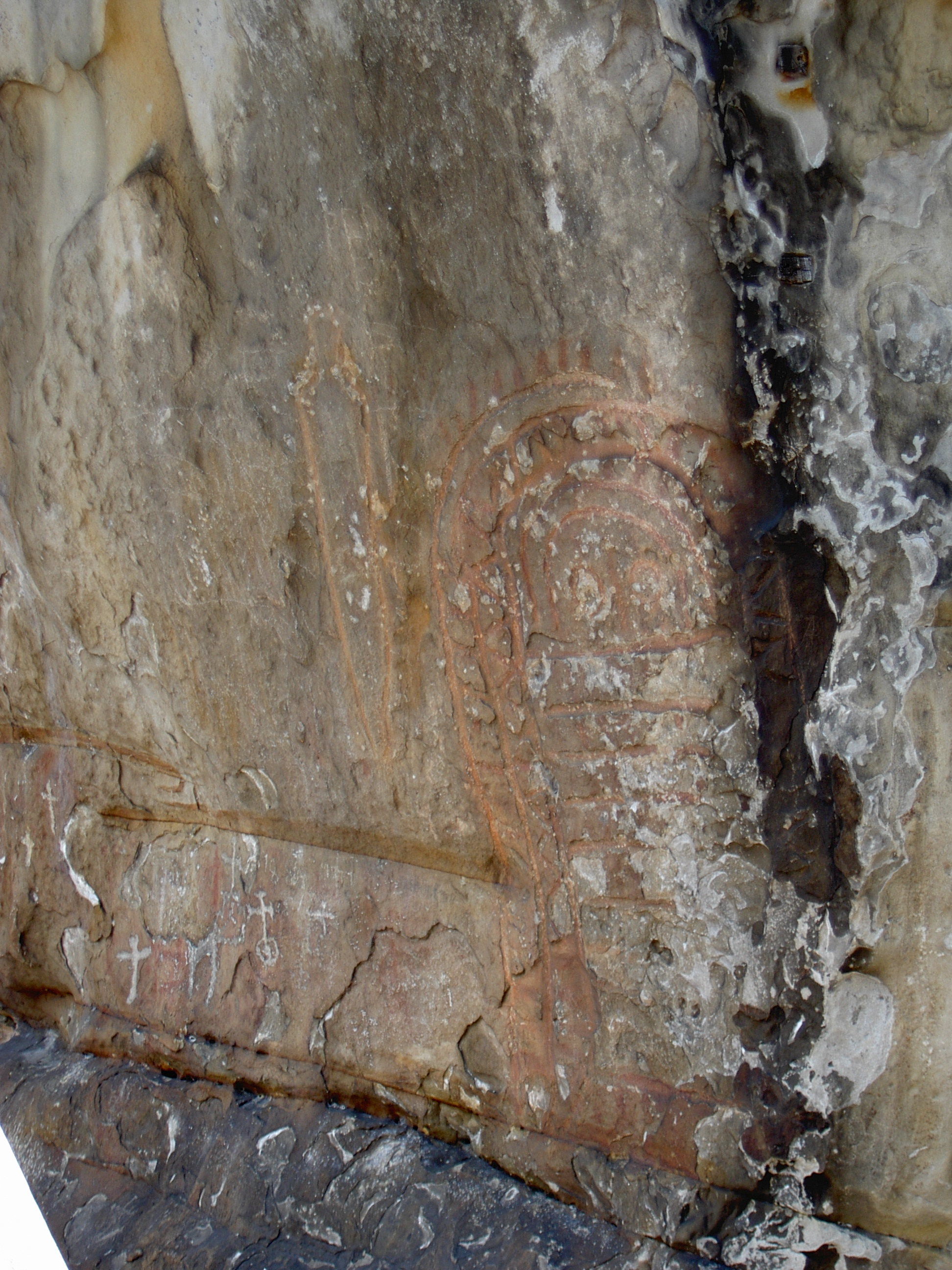
Peña Tú, 3700 Jahre alte Felszeichnung

Peña Tú ist ein prähistorisches Heiligtum in der Nähe von Puertas de Vidiago (acht Kilometer östlich von Llanes) in Asturien in Spanien. 
Man gelangt nach einem kurzen Anstieg (Fußweg) zu diesem spanischen Nationaldenkmal. Es besteht aus einem Felsblock mit einer Höhe von etwa vier Metern und einer Breite von 1,35 m. Dieser Felsblock hat die Form eines Kopfes und weist etwa 3.700 Jahre alte Malereien auf. Es handelt sich dabei offenbar um eine Kultstätte aus der Bronzezeit. Im Umfeld des Peña Tú wurden 36 Grabhügel gefunden. Von hier aus öffnet sich das Panorama der Sierra del Cuera auf der einen und der Atlantische Ozean auf der anderen Seite.

## Weblinks

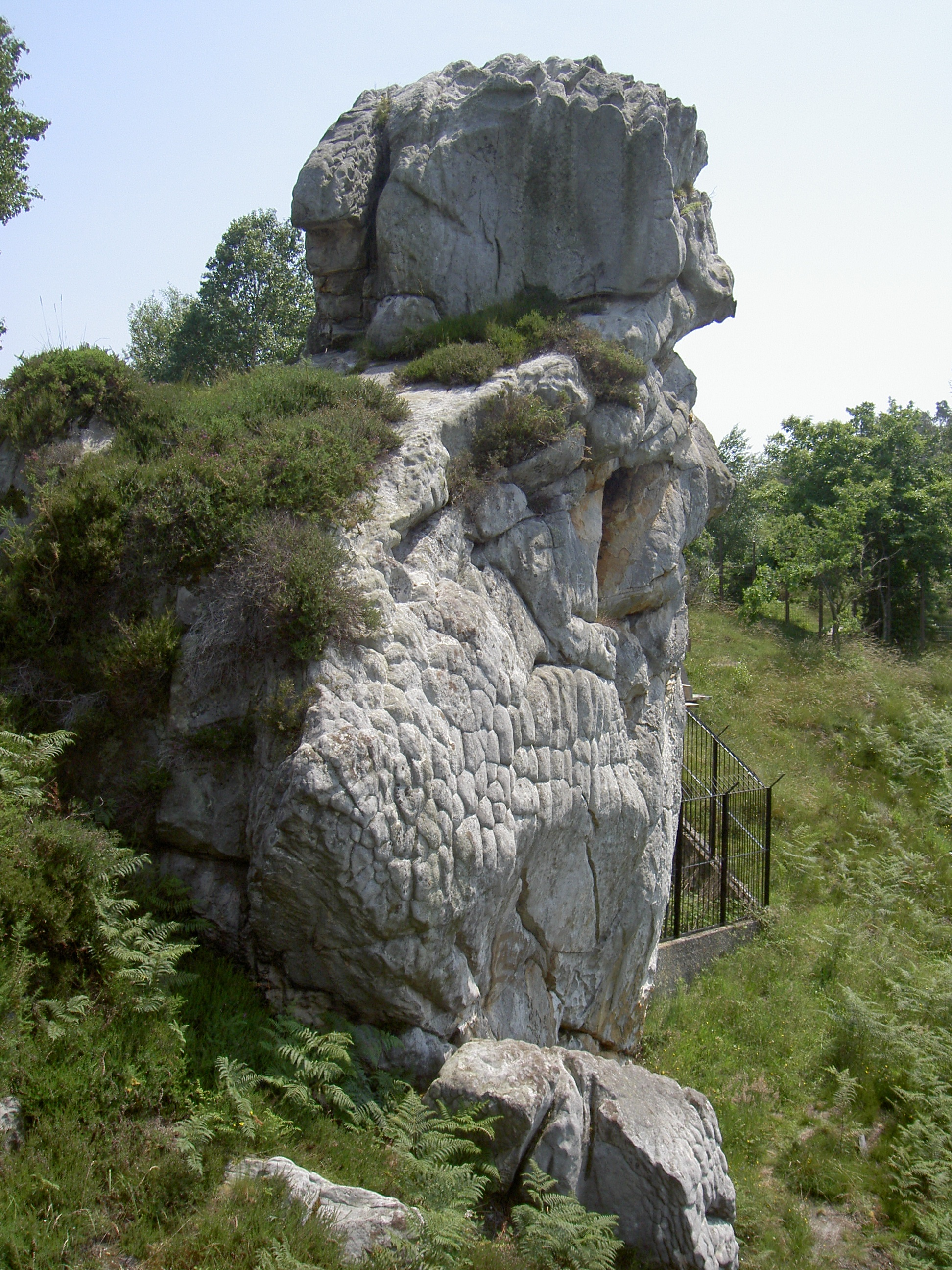
Peña Tú